# Curva quintica
In matematica una curva quintica è una curva algebrica piana di quinto grado. Può essere definita da un polinomio della forma:
L'equazione ha 21 coefficienti, ma la curva non cambia se li moltiplichiamo tutti per una costante non nulla.
Quindi i coefficienti essenziali sono 20 e le quintiche sono 
∞{\displaystyle ^{20}}.
E una di esse è individuata dal suo passaggio per 20 punti generici.

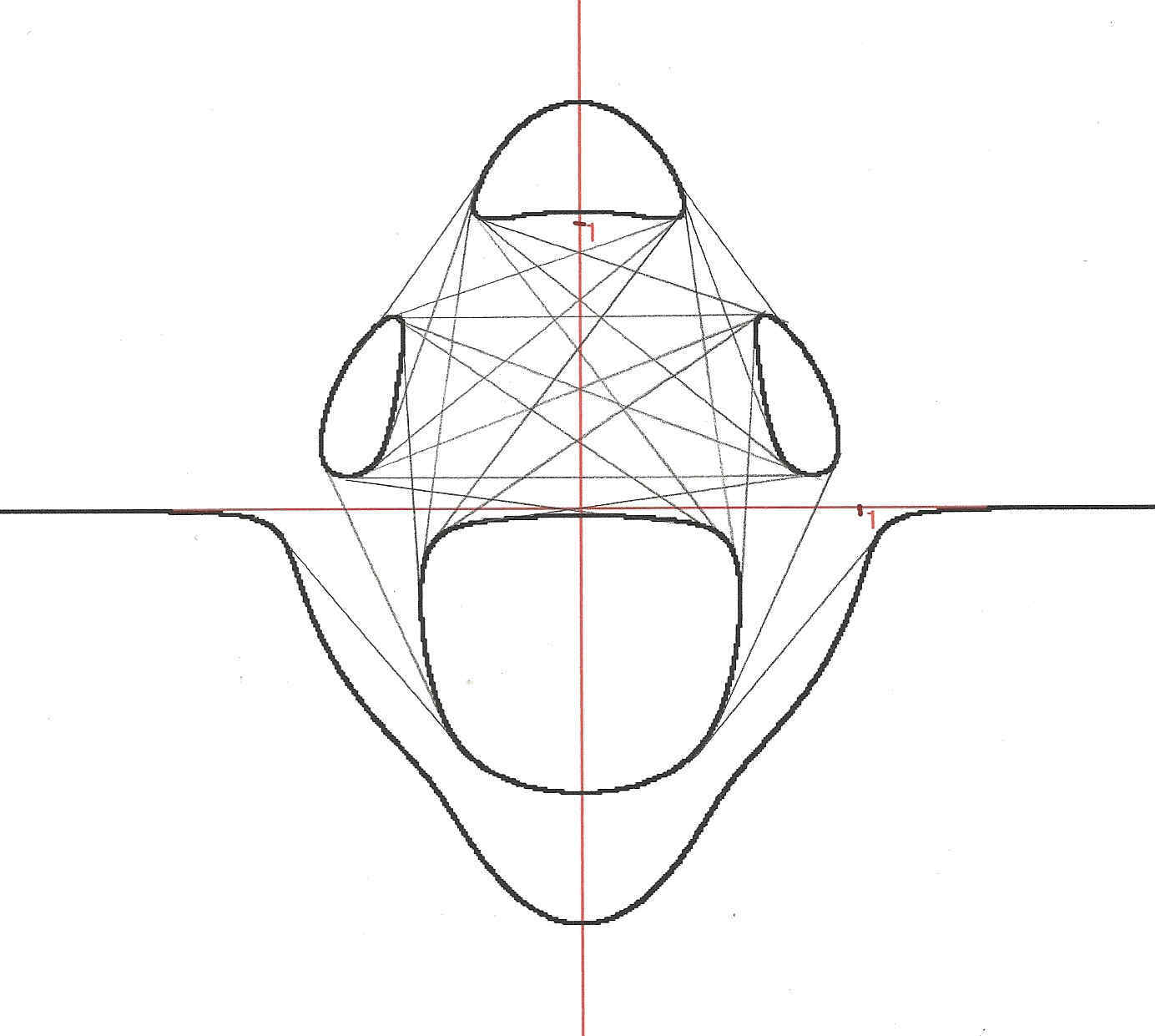
Curva a 28 bitangenti

Una curva quintica (n=5) irriducibile può avere al massimo:
- (n-1)(n-2)/2 + 1 =   7     componenti connesse
- (n-1)(n-2)/2 = 6           punti doppi
- n(n-2)(n-3)(n+3)/2 = 120   rette bitangenti
- 3n(n-2) = 45               punti di flesso.

## Esempi

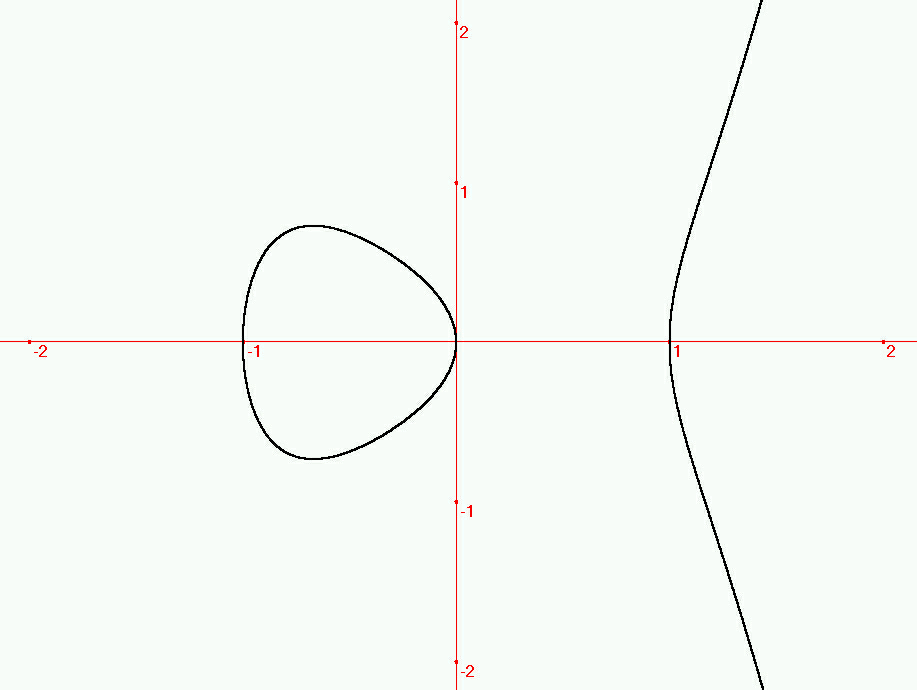
Curva di Burnside
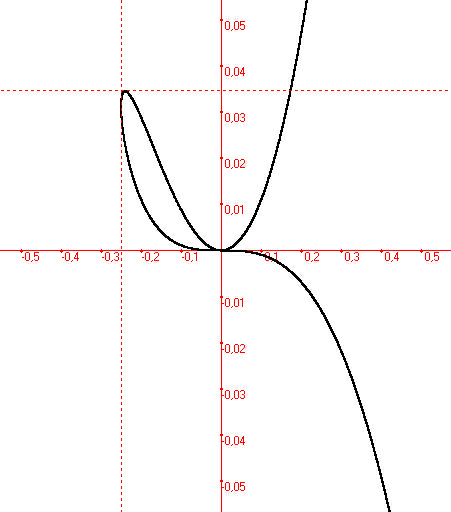
Curva Keratoide
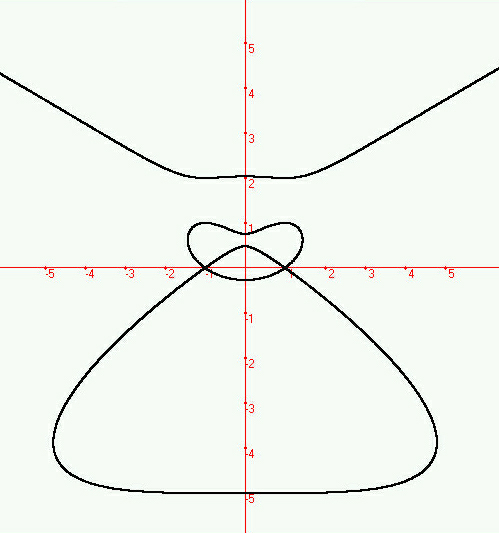
Curva a staffa
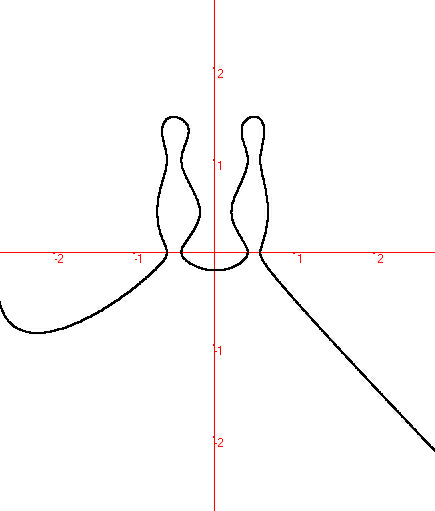
Curva a Birilli
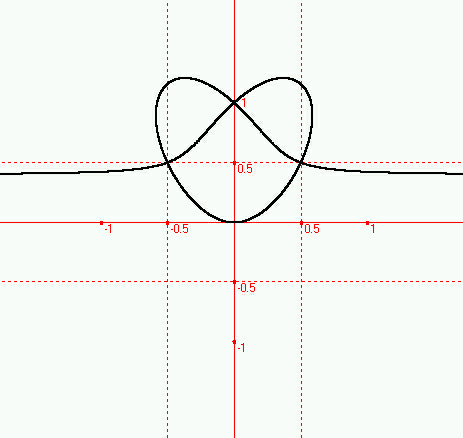
Curva di De L'Hospital
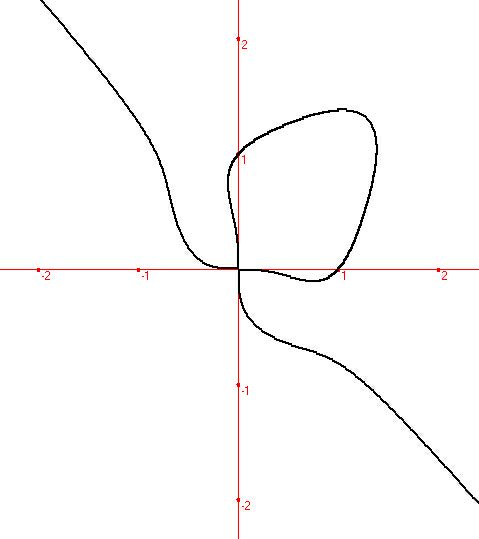
Curva di Mutasci
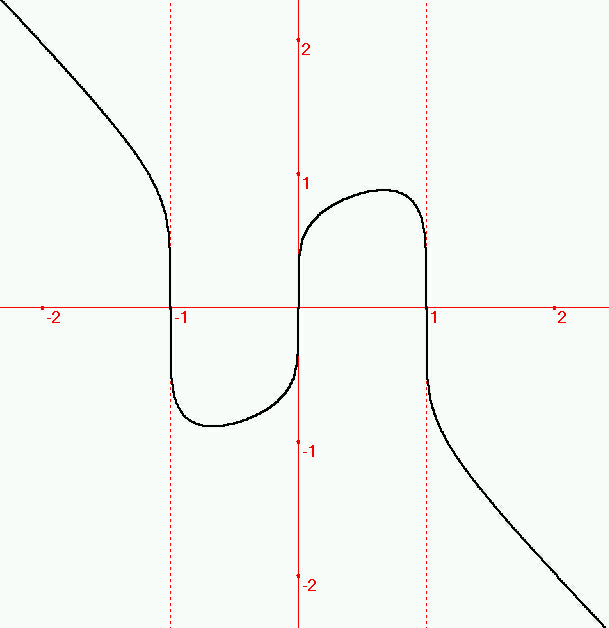
Curva sinuosa
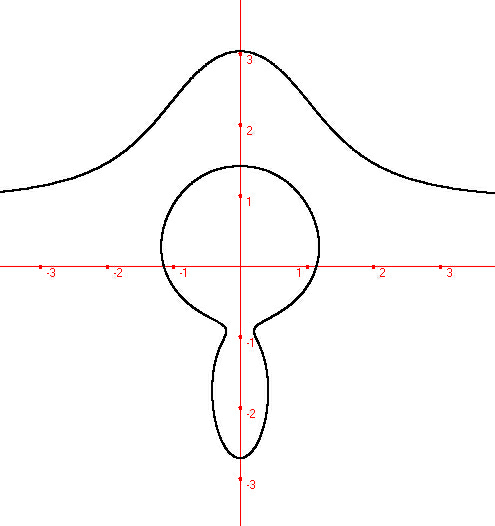
Maracas di Chioppa
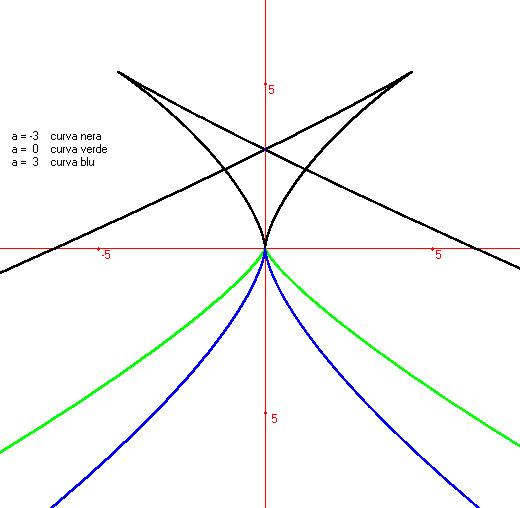
Butterfly Catastrophe
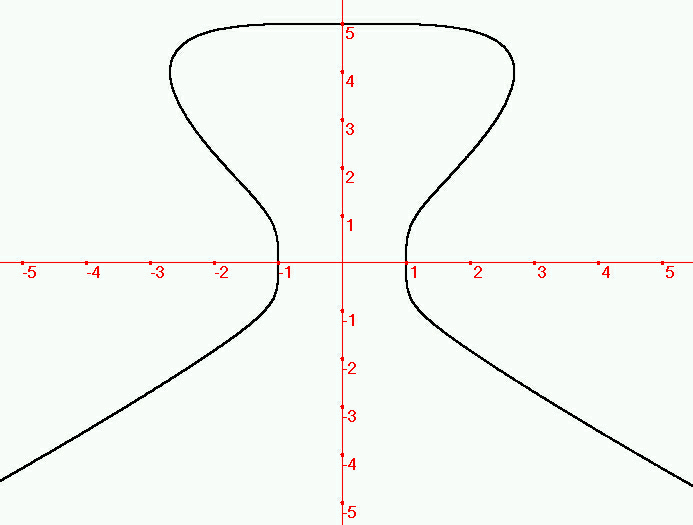
Curva a bulbo
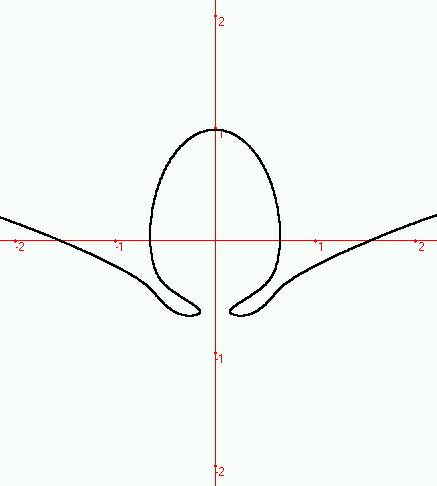
Foglia di Patarino
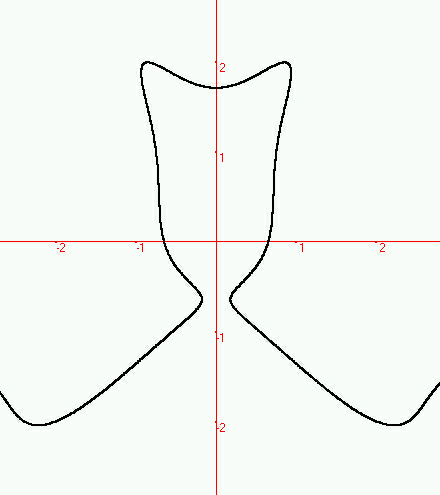
Curva a tulipano
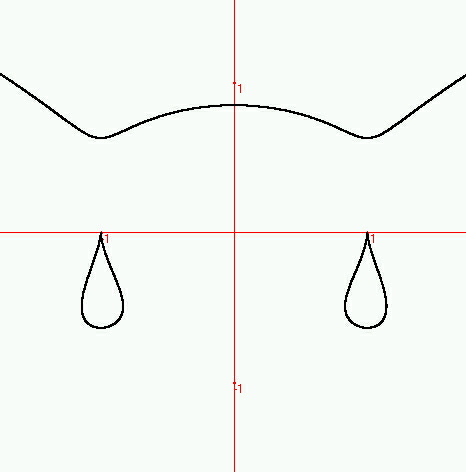
Curva a gocce
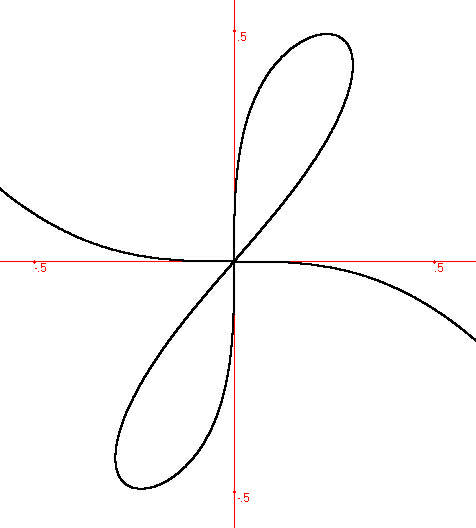
Curva con punto triplo
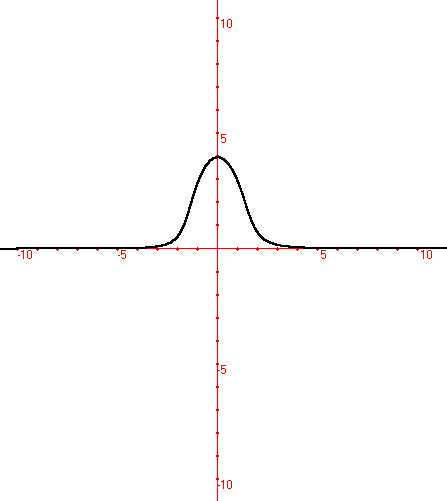
Impulso singolo
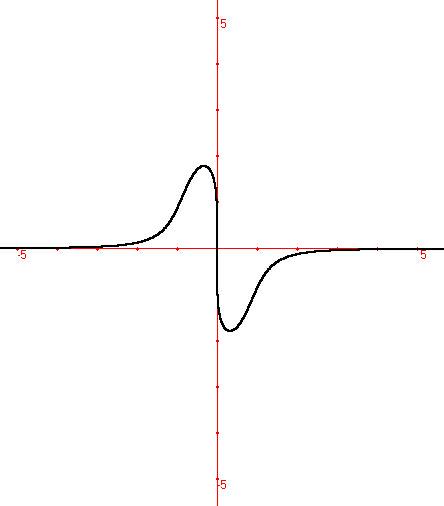
Doppio impulso
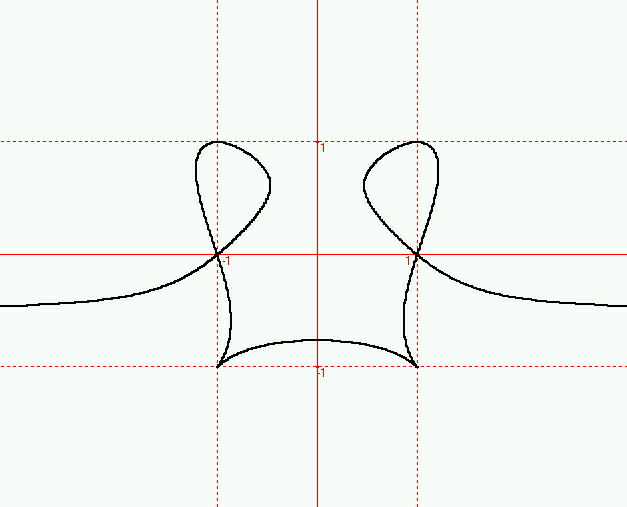
Curva bicuspinodata
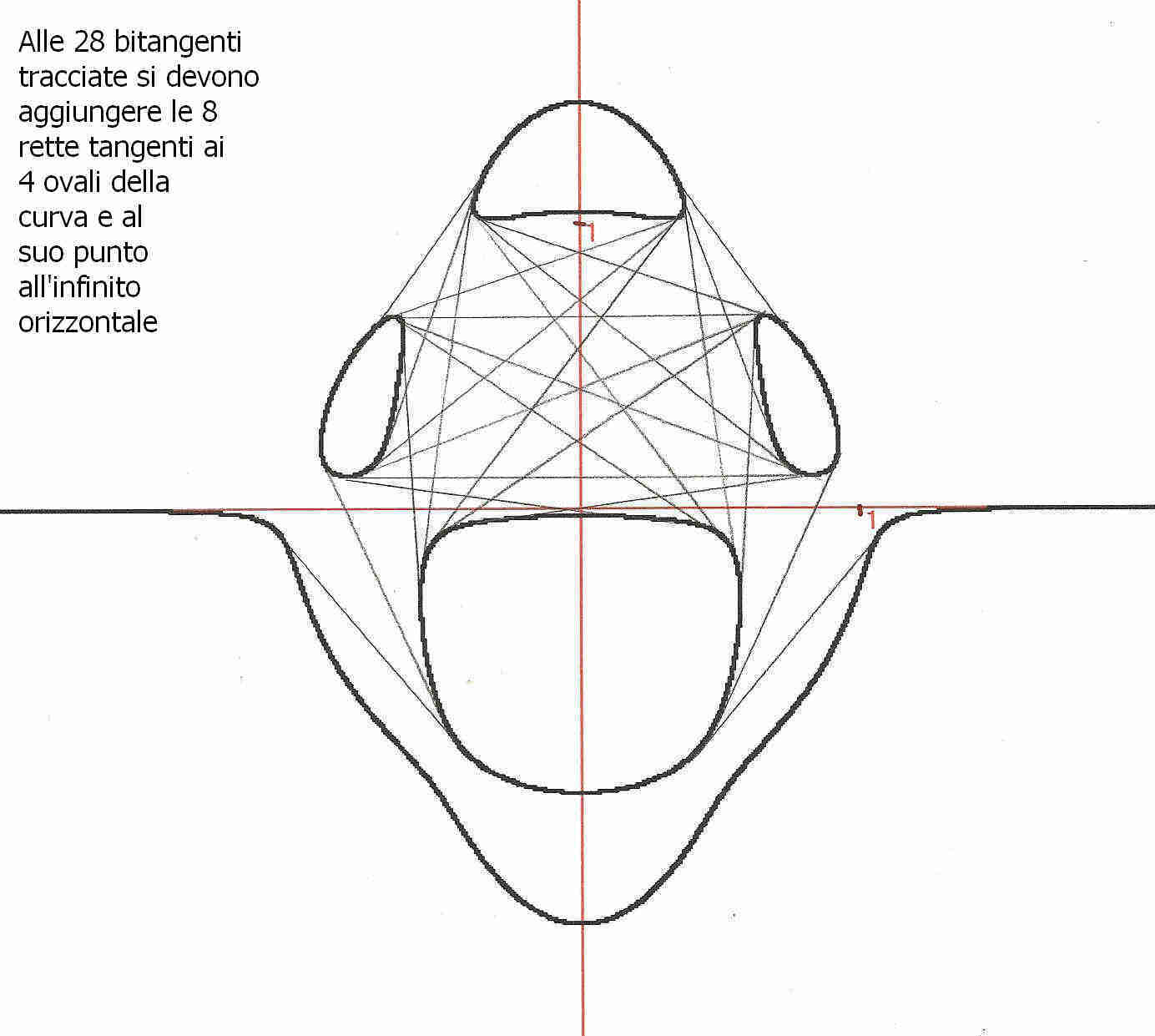
Curva a 36 bitangenti
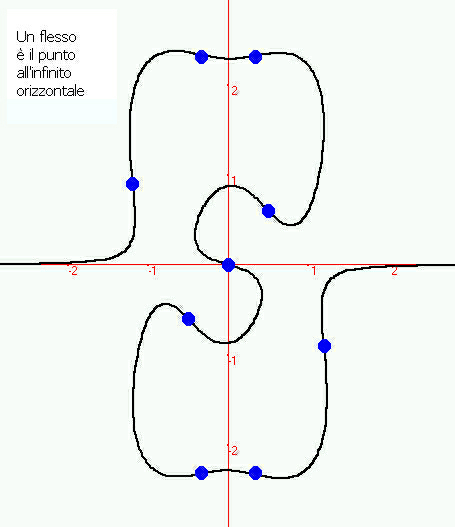
Curva con 10 flessi
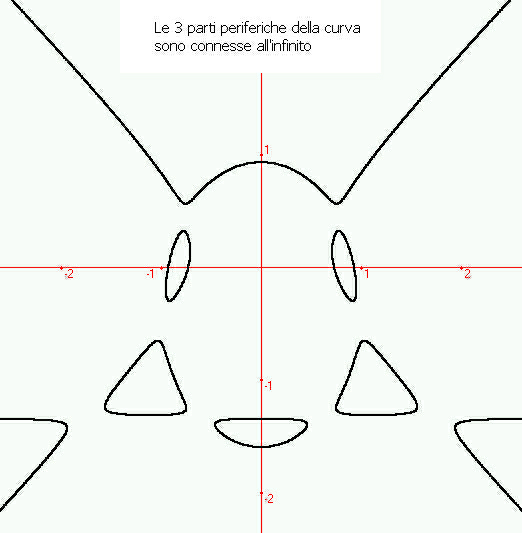
Curva esaconnessa
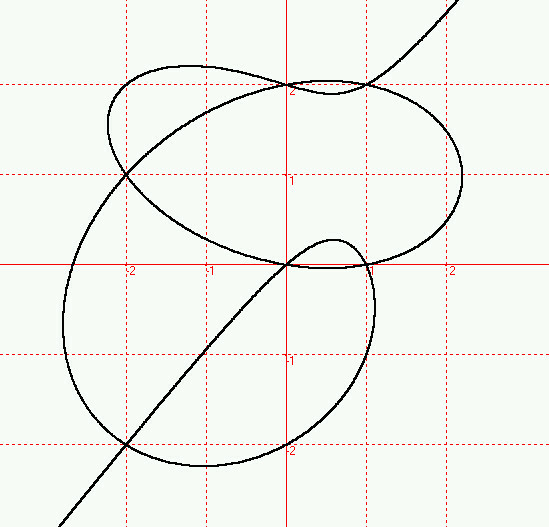
Curva esanodata

{\displaystyle x^{5}-y^{2}-x=0}
- Curva Keratoide

{\displaystyle x^{5}+x^{2}y-y^{2}=0}
- Curva a staffa

{\displaystyle y^{2}(y-1)(y-2)(y+5)-(x^{2}-1)^{2}=0}
- Curva a birilli

{\displaystyle 25x^{5}+45y^{5}+68x^{4}-155y^{4}-12x^{3}+175y^{3}-35x^{2}-65y^{2}+x+4=0}
- Curva di De l'Hospital

{\displaystyle (x^{2}+y^{2})^{2}(y-2)+y(4x^{4}+x^{2}+y^{2})=0}
- Curva di Mutasci

{\displaystyle x^{4}(x-1)+y^{4}(y-1)-xy=0}
- Curva sinuosa

{\displaystyle x^{5}+y^{5}-x=0}
- Maracas di Chioppa

{\displaystyle 4y^{5}+24x^{4}y+35x^{2}y^{3}-21x^{4}-45x^{2}y^{2}-40y^{3}-46x^{2}y-13y^{2}+57y+36=0}
- Butterfly Catastrophe

{\displaystyle 36864y^{5}+84375x^{4}-24576a^{2}y^{4}+144000ax^{2}y^{2}+4096a^{4}y^{3}-86400a^{3}x^{2}y+13824a^{5}x^{2}=0}
- Curva a bulbo

{\displaystyle y^{5}+5(x^{4}-y^{4}-1)=0}
- Foglia di Patarino

{\displaystyle x^{2}(13y^{3}-5x^{2}+33y^{2}+36y+14)+y(2x^{4}+5y^{4}+15y^{3}+12y^{2}-10y-16)-5=0}
- Curva a tulipano

{\displaystyle x^{2}(9x^{2}-8y^{3}+4y^{2}+8)+y(9x^{4}+3y^{4}-7y^{3}+4y^{2}+5y-8)-5=0}
- Curva a gocce

{\displaystyle 5y^{5}-x^{4}-2y^{3}+2x^{2}-1=0}
- Impulso singolo

{\displaystyle y^{5}+100x^{4}y+20x^{2}y^{3}-100x+10y-1000=0}
- Doppio impulso

{\displaystyle y^{5}+100x^{4}y+20x^{2}y^{3}+100x=0}
- Curva con punto triplo

{\displaystyle x^{5}+y^{5}+xy(x-y)=0}
- Curva a tre cappi

{\displaystyle (x^{2}-y^{2})(y^{2}-1)(2y-3)-y(x^{2}+y^{2}-2y)^{2}=0}
- Curva bicuspinodata

{\displaystyle x^{2}(x^{2}-2)+2y^{2}(y^{3}+y^{2}-1)+2x^{2}y(x^{2}-y^{2}-1)+1=0}
- Curva a 36 bitangenti

{\displaystyle 20y(x^{2}+y^{2}-1)(5x^{2}+y^{2}-2)+1=0}
- Curva con 10 flessi

{\displaystyle x(xy^{3}-14xy+1)+y(y^{4}+10x^{4}-6y^{2}+4)=0}
- Curva esaconnessa

{\displaystyle (7y^{3}-6x^{2}y-8x^{2}+7y^{2}+4)(10x^{2}+6y^{2}+4y-9)-1=0}
- Curva esanodata

{\displaystyle 4x^{2}(3x^{3}+2x^{2}-13x+8)-36y^{2}(y^{3}-2y^{2}-4y+8)+3x^{2}y^{2}(11x-10y+39)-2xy(2x^{3}-18y^{3}+29x^{2}+57y^{2}+59x+3y-90)=0}
- Curva di Burnside
- Curva Keratoide
- Curva a staffa
- Curva a Birilli
- Curva di De L'Hospital
- Curva di Mutasci
- Curva sinuosa
- Maracas di Chioppa
- Butterfly Catastrophe
- Curva a bulbo
- Foglia di Patarino
- Curva a tulipano
- Curva a gocce
- Curva con punto triplo
- Impulso singolo
- Doppio impulso
- Curva bicuspinodata
- Curva a 36 bitangenti
- Curva con 10 flessi
- Curva esaconnessa
- Curva esanodata